# أيا-كامل

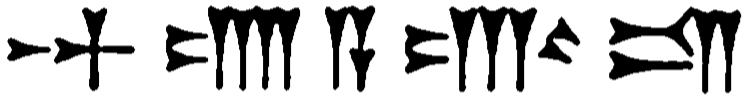
إسمه باللغة الأكدية

كان إيا-كامل آخر ملوك سلالة بلاد البحر (حوالي 1423-1415 قبل الميلاد)، التي حكمت جنوب بلاد الرافدين لنحو 350 عامًا، من حوالي 1783 إلى 1415 قبل الميلاد. خلف الملك ميلامكور كوري ، يُعرف إيا -كامل من قوائم الملوك اللاحقة، ولكن أيضًا من بعض المصادر المعاصرة، التي تفيد بأنه حكم لمدة تسع سنوات. يشهد نص من قلعة البحرين ، التي يُفترض أنها عاصمة دلمون، أن دلمون كانت تحت حكم سلالة بلاد البحر في ذلك الوقت. يرجع تاريخ النص إلى عهد إيا -كامل. يخبرنا السجل البابلي أن الملك هرب إلى عيلام.
لا يُعرف الكثير عن نهاية سلالة بلاد البحر. تشير بعض النصوص إلى اضطرابات داخلية، بينما تشهد نصوص أخرى على وجود أعداء خارجيين، ولكنهم لم يُذكروا بالاسم. مع ذلك، خلال عهد إيا-كامل، دُمِّرت سلالة بلاد البحر. وسرعان ما استولى الكاشيون في بابل على مملكتها. ووفقًا لسجل الأحداث ، غزا الملك الكاشي أولام بورياش بلاد البحر. ويُذكر أن أغوم الثالث شنَّ حملة ثانية،ودمر معبد “دور إنليل”، وربما يكون قد غزا الإمبراطورية في النهاية. فرَّ إيا جميل إلى عيلام.